# Wiosłonosowate
Wiosłonosowate, łyżkowce, jesiotry wiosłonose (Polyodontidae) – rodzina słodkowodnych, rzadziej słonawowodnych ryb promieniopłetwych z rzędu jesiotrokształtnych (Acipenseriformes). Występują w Ameryce Północnej. Są poławiane dla smacznego mięsa.

## Cechy charakterystyczne
Wydłużone, walcowate ciało, niemalże okrągłe w poprzecznym przekroju. Głowa wyciągnięta w bardzo wydłużony ryj (rostrum) w kształcie poziomo ułożonego wiosła, który stanowi wrażliwy narząd czuciowy pokryty licznymi elektroreceptorami. Otwór gębowy z dwoma wąsikami, znajduje się w dolnym położeniu. Uzbrojony jest w drobne zęby. Tryskawka obecna.
Od jesiotrowatych odróżnia je brak tarczek kostnych na skórze. Łuski ganoidalne występują tylko na górnym płacie płetwy ogonowej.

## Klasyfikacja
Współcześnie (żyjące i wymarłe w czasach współczesnych) występujące rodzaje zaliczane do tej rodziny:
- Polyodon Lacépède, 1797 – jedynym przedstawicielem jest Polyodon spathula (Walbaum, 1792) – wiosłonos amerykański
- Psephurus Günther, 1873 – jedynym przedstawicielem był Psephurus gladius (Martens, 1862) – wiosłonos chiński

Opisano również rodzaje wymarłe:
- Crossopholis Cope, 1883
- Paleopsephurus MacAlpin, 1947
- Protopsephurus Lu, 1994